# Calliphora bryani
Calliphora bryani är en tvåvingeart som beskrevs av Hiromu Kurahashi 1972. Calliphora bryani ingår i släktet Calliphora och familjen spyflugor. Inga underarter finns listade i Catalogue of Life.